# Paronychodon
Paronychodon  (лат.) — род динозавров из группы целурозавров. Считается сомнительным (nomen dubium), так как описан по очень фрагментарным остаткам (только по зубам). Типовой вид (Paronychodon lacustris) был найден Эдвардом Копом в 1876 году в формации Judith River Formation штата Монтана, относящейся к кампанскому веку (около 75 миллионов лет назад).
К роду Paronychodon отнесено и ещё множество зубов разного возраста из разных мест. Например, из формации Lance Formation штата Вайоминг (возрастом 66 млн лет назад) известен Paronychodon caperatus. Есть и находки из нижнемеловой формации Una Formation в Испании (баррем, возраст 125 миллионов лет), а также формации Cedar Mountain Formation штата Юта (около 112—93 миллионов лет).